# Johann Melchior Steinberg
Johann Melchior Steinberg (auch Melchior Steinberg und Johannes Melchior Steinberge; * 25. November 1625 in Genf; † 25. November 1670 in Franeker) war ein reformierter Theologe, Geistlicher und Hochschullehrer.

## Leben
Steinberg war Sohn des Görlitzer Rechtsprofessors Johannes Steinberg und Enkel des Görlitzer Bürgermeisters Melchior Steinberg. Sein Vater Johannes folgte einem Ruf an die Universität Groningen. Dort nahm Johann Melchior Steinberg ein Studium der Philosophie und Theologie auf. Am 18. Oktober 1649 wurde er unter Martin Schoock zum Dr. phil. promoviert. 1654 erfolgte ebenfalls in Groningen unter Samuel Maresius seine Promotion zum Dr. theol.
Steinberg war bereits 1652 als Prediger nach Genf gekommen. Daneben wurde er Dozent der Philosophie an der Genfer Akademie. Frisch promoviert kam er 1655 als Professor der Theologie und Philosophie an die Hohe Schule Herborn, an der er seine Hauptwerke verfasste. In Herborn heiratete er Sophie, eine Tochter seines Kollegen Konrad Posthius. 1669 wurde Steinberg Professor der Theologie an der Universität Franeker. Er galt als äußerst reizbar und geriet häufig in Konflikt mit seinen Kollegen.
Steinbergs Sohn Heinrich August (1668–1749) war Hofprediger in Berlin und theologischer Schriftsteller.

## Werke (Auswahl)
- Disputatio inauguralis sive dissertatio theologica de mediatore, Groningen 1654.
- Panegyricus in obitum Ludovici Henrici Nassovii, Hannover 1662.
- Notae historicae et theologicae ad decretum Supremae Curiae Parliamenti Galliarum, de infallibilitate Papae Romani, Herborn 1664.
- Atome papismi foeditatem et refutans, quatuor partibus sive quatuor generalibus et praegnantissimis necessariae et continuandae e Babylone mystica separationis causis comprehensa, et utraque tam S. Scripturae quam sanioris ecclesiae antiquilaie demonsirata Herborn 1668.
- Wohlverdiente Ehren-Kroon, welche dem durchlauchtigen Fürsten und Herrn Ludwig Henrichen (...) aufgesetzt worden, Herborn  1668.
- Dissertationum theologicarum et selectarum prima, problemala aliquot ad philologiam sacram facientia complectens, Franeker 1670.